# Grimbert Rost van Tonningen
Meinoud Grimbert (Burt) Rost van Tonningen (Den Haag, 1 november 1941 – Heemstede, 8 september 2018) was een Nederlands publicist en strategisch adviseur. Hij schreef zowel non-fictie als fictie.

## Levensloop

### Jeugd
Rost van Tonningen was de oudste zoon van NSB-leider Meinoud Rost van Tonningen en 'Zwarte weduwe' Florrie Rost van Tonningen-Heubel. Als kind leed hij onder de beruchte reputatie van zijn ouders, wat resulteerde in pesterijen op school. Op 16-jarige leeftijd verliet hij het ouderlijk huis en werd hij opgevangen door familieleden, waaronder zijn oom Nico Rost van Tonningen, vice-admiraal en chef van het Militaire Huis van koningin Wilhelmina en Juliana. Hij woonde ook bij Jan Fentener van Vlissingen, de topman van SHV Holdings en een achterneef van zijn moeder, en bij Jan van der Hoeven, secretaris van koningin Juliana. Alle drie deze mannen hadden nauwe banden met het koningshuis. Hoewel hij zich distantieerde van de politieke overtuigingen van zijn ouders, erkende Rost van Tonningen dat hij enkele eigenschappen van hen had geërfd, zoals het intellectuele en artistieke van zijn vader en het doorzettingsvermogen van zijn moeder.

### Carrière
Rost van Tonningen begon op latere leeftijd aan een studie bedrijfseconomie aan de Erasmus Universiteit en startte zijn carrière als organisatieadviseur. Hij trad in dienst bij het organisatiebureau Horringa & De Koning, waarna hij zijn eigen adviesbureau oprichtte. Hij werkte voor verschillende Nederlandse concerns en buitenlandse ondernemingen, en bracht vijf jaar door in Silicon Valley. Na zijn terugkeer in Nederland richtte hij zich voornamelijk op fusie- en overnamebemiddeling. Hij speelde een belangrijke rol in de overname van PCM Uitgevers door Apax, wat hem een commissie van 3,5 miljoen euro opleverde. Apax haalde binnen drie jaar ruim 110 miljoen euro uit PCM.

#### Publicaties
Naast zijn advieswerk schreef Rost van Tonningen non-fictieboeken over thema’s zoals arbeidstijdverkorting, megaconcerns en de opkomst en ondergang van het poldermodel. Hij publiceerde zijn eerste roman, De roofridders. In 2013 verscheen Het juiste moment, een deels autobiografische roman over een Joodse vrouw en een afstammeling van een Nederlandse nazi die een complexe relatie ontwikkelen.

### Privéleven
Rost van Tonningen nam, evenals zijn twee broers, publiekelijk afstand van de politieke standpunten van zijn ouders. In een artikel, In memoriam mijn moeder, benadrukte hij zijn afwijzing van hun overtuigingen. Hij trouwde drie keer en had vijf zonen. Tijdens de dodenherdenking in Culemborg hield hij een omstreden toespraak waarin hij pleitte voor barmhartigheid jegens de kinderen van voormalige nazi’s. Ondanks de controverse werd zijn redevoering met applaus ontvangen, wat hem diep raakte.
Grimbert Rost van Tonningen overleed in Heemstede aan een hartstilstand.

### Fictie
- De roofridders (2007) ISBN 978-90-446-0977-6
- Het juiste moment (2013) ISBN 978-90-593-6241-3

### Non-fictie
- Arbeidstijdverkorting, een lokkend perspectief: gedachten over manieren van bestrijding van de werkloosheid, die vooral jongeren een kans geven (1984)
- Stroomopwaarts: de gewenste transformatie van de B.V. Nederland (1992) ISBN 90-5121-373-5[7]
- Megaconcerns, de dans om de wereldmacht (1999) ISBN 90-14-06068-8
- Preparing for the E-Tornado (2000) ISBN 90-74885-20-9
- Uitverkoren maar niet bevlogen (2005) ISBN 90-74885-34-9
- Hoe verder? Opkomst en ondergang van het poldermodel (2012) ISBN 90-59363-74-4

- Gemeinsame Normdatei: 174008317
- International Standard Name Identifier: 0000 0001 3913 133X
- Library of Congress Control Number: n99257606
- Nederlandse Thesaurus van Auteursnamen: 07033496X
- Virtual International Authority File: 200257103
- WorldCat: E39PBJcBXMVFJyvYw4vTfCYF8C